# Angelika Grieser
Angelika Grieser (Schwäbisch Gmünd, 14 luglio 1959) è un'ex nuotatrice tedesca occidentale.

## Palmarès
- Mondiali

Belgrado 1973: bronzo nella 4x100m misti.